# Richard Weiss
Richard Weiss (zm. 1962) – szwajcarski etnolog, miał istotny wkład w rozwój powojennej szwajcarskiej etnologii.
Praktykował w pracowni Atlas der deutschen Volkskunde w Bonn. 
Razem z P. Geigerem opracował kwestionariusz oraz założenia metodologiczne Szwajcarskiego Atlasu Etnograficznego. Był jednym z jego założycieli i redaktorem.

## Wybrane prace
- Volkskunde der Schweiz (1946)[1]
- Häuser und Landschaften der Schweiz (1959)[3]
- Atlas der Schweizerischen Volkskunde (z P. Geigerem)[3]